# 凯琳·欧文
凯琳·欧文（英語：Kaylin Irvine，1990年9月3日—），加拿大女子速度滑冰运动员，她曾获得2019年世界单程距离速度滑冰锦标赛女子团体竞速赛银牌，她也曾参加2014年和2018年冬季奥林匹克运动会。